# 公文茂治
公文 茂治（くもん しげはる、1913年〈大正2年〉1月26日 - 2014年〈平成26年〉5月23日）は日本の実業家、元日本油脂取締役。

## 人物
1913年高知県生まれ。1936年東京大学法学部卒業。同年、日本油脂に入社。1967年日本油脂取締役に就任した。
2014年5月23日に誤嚥性肺炎のため101歳で死去。